# Llista de baix-empordanesos
Llista de personatges il·lustres del Baix Empordà.
| Nom                                        | Lloc de naixement       | Any                         | Lloc de defunció        | Any        | Activitat                                  |
| ------------------------------------------ | ----------------------- | --------------------------- | ----------------------- | ---------- | ------------------------------------------ |
| Gaufred Bastons                            |                         | segle xi                    | ?                       | ?          |                                            |
| Ponç de Monells                            | Monells                 | 1120 ~                      | Tortosa                 | 1193       |                                            |
| Guillem de Montgrí                         | Torroella de Montgrí    | 1200 ~                      | ?                       | 1273       |                                            |
| Jofré Gilabert de Cruïlles                 | Peratallada ?           | 1282 ~                      | Algesires               | 1339       |                                            |
| Joan de Peratallada                        | Peratallada ?           | segle xiii                  | Principat de Catalunya  | segle xiv  |                                            |
| Berenguer de Cruïlles                      | Peratallada ?           | 1310 ~                      | Barcelona               | 1362       |                                            |
| Bernat de Cruïlles                         | Calonge ?               | 1360                        | ?                       | 1436       |                                            |
| Pere de Torroella                          | Torroella de Montgrí ?  | ?                           | ?                       | 1475       |                                            |
| Bernat Gilabert de Cruïlles i de Cabrera   | Peratallada ?           | 1435 ~                      | Peratallada ?           | 1495       |                                            |
| Pere Margarit                              | Castell d'Empordà       | 1455 ~                      | Castell d'Empordà       | 1505 ~     |                                            |
| Jeroni Lloret                              | Cervera                 | ?                           | Sant Feliu de Guíxols   | 1571       |                                            |
| Montserrat Gordiola                        | Sant Feliu de Guíxols   | 1535 ~                      | Lepant                  | 1571       |                                            |
| Domènec Rovira                             | Sant Feliu de Guíxols   | 1579                        | ?                       | ?          |                                            |
| Joan Camisó                                | Sant Feliu de Guíxols   | 1550                        | Sant Feliu de Guíxols   | 1607       |                                            |
| Antoni Ferrer                              | Sant Feliu de Guíxols   | 1564                        | Milà                    | 1634       |                                            |
| Francesc Romeguera                         | la Bisbal d'Empordà     | segle xvi                   | ?                       | segle xvii |                                            |
| Josep de Margarit i de Biure               | la Bisbal d'Empordà     | 1602                        | Perpinyà                | 1685       |                                            |
| Vicenç de Margarit i de Biure              | Castell d'Empordà ?     | 1605 ~                      | Perpinyà                | 1672       |                                            |
| Joan de Vallgornera i de Senesterra        | Albons                  | 1595                        | Saragossa               | 1675       |                                            |
| Josep de Margarit i de Biure               | Castell d'Empordà ?     | 1602                        | Perpinyà                | 1685       |                                            |
| Domènec Rovira II                          | Sant Feliu de Guíxols   | ?                           | ?                       | 1689       |                                            |
| Narcís Julià                               | Torroella de Montgrí    | 1657                        | Girona                  | 1705       |                                            |
| Gabriel Sabater                            | ?                       | 1643                        | Sant Feliu de Guíxols   | 1729       |                                            |
| Baldiri Reixac i Carbó                     | Bell-lloc d'Aro         | 1703                        | Ollers                  | 1781       |                                            |
| Tomàs Prats                                | Palafrugell             | segle xviii, primera meitat | Cadis                   | 1785       | Comerciant, membre del Grup de Palafrugell |
| Benet Julià i Ros                          | Torroella de Montgrí    | 1727                        | Montserrat              | 1787       |                                            |
| Anselm Viola                               | Torroella de Montgrí    | 1738                        | Montserrat              | 1798       |                                            |
| Josep de Vila i Mir                        | Calonge de Mar          | 1775                        | Veneçuela ?             | segle xix  |                                            |
| Tadeu Miquel Ferrer i Ferrer               | Besalú                  | 1764                        | la Bisbal               | 1827       |                                            |
| Narcís Girbal i Barceló                    | Palafrugell             | 1759                        | Girona                  | 1828       |                                            |
| Maur Ametller                              | Palafrugell             | 1749                        | Sant Benet de Bages     | 1833       |                                            |
| Josep Preses i Marull                      | Sant Feliu de Guíxols   | 1775 ?                      | Madrid                  | 1842       |                                            |
| Josep Elies i Bosquets                     | Begur                   | segle xviii                 | Barcelona ?             | segle xix  |                                            |
| Narcís Coll i Vehí                         | Palamós                 | 1825                        | Camprodon               | 1851       |                                            |
| Miquel Surís i Baster                      | Sant Feliu de Guíxols   | 1825                        | Madrid                  | 1854       |                                            |
| Llúcia Jonama i Bellsolà                   | la Bisbal d'Empordà     | 1785                        | Girona                  | 1858       |                                            |
| Josep Roura i Estrada                      | Sant Feliu de Guíxols   | 1787                        | Barcelona               | 1860       |                                            |
| Pere Casellas i Coll                       | Torroella de Montgrí    | ?                           | Ridaura                 | 1863       |                                            |
| Miquel Pardàs i Roure                      | Verges                  | 1816                        | Barcelona               | 1872       |                                            |
| Josep Roca i Bros                          | Abrera                  | 1815                        | Figueres                | 1877       |                                            |
| Joaquim Barraquer i de Llauder             | Sant Feliu de Guíxols   | 1796                        | Barcelona               | 1877       |                                            |
| Josep Costa i Hugas                        | Torroella de Montgrí    | 1827                        | Torroella de Montgrí    | 1881       |                                            |
| Vicenç Piera i Tosseti                     | la Bisbal d'Empordà     | 1862                        | Girona                  | 1882       |                                            |
| Francesc Savalls i Massot                  | la Pera                 | 1817                        | Niça                    | 1885 ?     |                                            |
| Francesc Barceló i Combis                  | Peratallada             | 1820                        | Palma                   | 1889       |                                            |
| Joan Sitjar i Bulcegura                    | Castell d'Aro           | 1850                        | Castell d'Aro           | 1899       |                                            |
| Bonaventura Sabater i Burcet               | Palafrugell             | 1862                        | ?                       | ?          |                                            |
| Josep Torras i Sampol                      | la Bisbal d'Empordà     | 1869                        | ?                       | ?          |                                            |
| Pere Forgas i Puig                         | Begur                   | segle xix                   | ?                       | ?          |                                            |
| Albert de Quintana i Combis                | Torroella de Montgrí    | 1834                        | Girona                  | 1907       |                                            |
| Pere Rigau i Poch                          | Torroella de Montgrí    | 1868                        | Torroella de Montgrí    | 1909       |                                            |
| Primitiu Artigas i Teixidor                | Torroella de Montgrí    | 1846                        | Madrid 1910             |            |                                            |
| Martí Cama i Prats                         | Palafrugell             | 1864                        | Reims                   | 1914       |                                            |
| Antoni Viver                               | Sant Esteve d'en Bas    | 1879                        | Torroella de Montgrí    | 1914       |                                            |
| Josep Vancells i Marquès                   | la Bisbal d'Empordà     | 1842                        | Figueres                | ?          |                                            |
| Joan Goula i Soley                         | Sant Feliu de Guíxols   | 1843                        | Buenos Aires            | 1917       |                                            |
| Pere Coll i Rigau                          | Torroella de Montgrí    | 1853                        | Pals                    | 1918       |                                            |
| Josep Pella i Forgas                       | Begur                   | 1852                        | Barcelona               | 1918       |                                            |
| Eusebi Corominas i Cornell                 | Corçà                   | 1849                        | Barcelona               | 1919       |                                            |
| Joan Roig i Ballestà                       | Sant Feliu de Guíxols   | 1847                        | Valls                   | 1920       |                                            |
| -Enric Bassegoda i Amigó                   | la Bisbal d'Empordà     | 1856                        | Barcelona               | 1920       |                                            |
| Ermengol Goula i Catarineu                 | Sant Feliu de Guíxols   | 1843                        | Barcelona               | 1921       |                                            |
| Isabel de Maranges i Valls                 | la Bisbal d'Empordà     | 1850                        | Barcelona               | 1922       |                                            |
| Juli Garreta i Arboix                      | Sant Feliu de Guíxols   | 1875                        | Sant Feliu de Guíxols   | 1925       |                                            |
| Robert Robert i Surís                      | Barcelona               | 1851                        | Torroella de Montgrí    | 1929       |                                            |
| Baldomer Cateura i Turró                   | Palamós                 | 1865                        | Barcelona               | 1929       |                                            |
| Pau Pastells                               | Figueres                | 1840                        | Tortosa                 | 1932       |                                            |
| Albert de Quintana i de León               | Torroella de Montgrí    | 1890                        | Madrid                  | 1932       |                                            |
| Francesc d'Assís Marull i Savalls          | Palamós                 | 1858                        | Barcelona               | 1933       |                                            |
| Ramon Masifern i Marcó                     | la Bisbal d'Empordà     | 1862                        | Barcelona               | 1936       |                                            |
| Ramon Torres i Guasch                      | Barcelona               | 1905 ~                      | Barcelona               | 1936       |                                            |
| Artur Vinardell i Roig                     | la Bisbal d'Empordà     | 1852                        | Girona                  | 1937       |                                            |
| Joan Gelpí i Jofre                         | Sant Feliu de Guíxols   | 1851                        | Barcelona               | 1937       |                                            |
| Trinitat Aldrich i de Pagès                | Vulpellac               | 1863                        | la Bisbal d'Empordà     | 1939       |                                            |
| Francesc Cambó i Batlle                    | Verges                  | 1876                        | Argentina               | 1947       |                                            |
| Ramir Rocamora i Bernat                    | Reus                    | 1877                        | Verges                  | 1939       |                                            |
| Ermenegild Puig i Sais                     | Albons                  | 1860                        | ?                       | 1941       |                                            |
| Artur Codina                               | Palafrugell             | 1867                        | Roma                    | 1941       |                                            |
| Salvador Albert i Pey                      | Palamós                 | 1868                        | Cerdanyola del Vallès   | 1944       |                                            |
| Ramon d'Abadal i Calderó                   | Vic                     | 1862                        | Rupià                   | 1945       |                                            |
| Francesc Cambó i Batlle                    | Verges                  | 1876                        | Buenos Aires            | 1947       |                                            |
| Jaume Boada i Calçada                      | Sant Feliu de Guíxols   | 1873                        | Barcelona               | 1947       |                                            |
| Vicenç Bou i Geli                          | Torroella de Montgrí    | 1885                        | Torroella de Montgrí    | 1962       |                                            |
| Enric Barnosell i Saló                     | Peratallada             | 1891                        | Barcelona               | 1949       |                                            |
| Lluís Camós i Cabruja                      | Palamós                 | 1892                        | Barcelona               | 1952       |                                            |
| Emili Vigo i Bènia                         | la Bisbal d'Empordà     | 1917                        | Sant Quirze Safaja      | 1954       |                                            |
| Vicenç Martorell i Portas                  | Sant Feliu de Guíxols   | 1879                        | Barcelona               | 1956       |                                            |
| Josep Irla i Bosch                         | Sant Feliu de Guíxols   | 1874                        | Sant Rafèu (Provença)   | 1958       |                                            |
| Eusebi Carbó i Carbó                       | Palamós                 | 1883                        | Mèxic                   | 1958       |                                            |
| Joan Ventura i Sureda                      | Palamós                 | 1884                        | Nova York               | 1960       |                                            |
| Joan Bordàs i Salellas                     | Figueres                | 1888                        | Barcelona               | 1961       |                                            |
| Maria Gràcia Bassa                         | Llofriu                 | 1883                        | Buenos Aires            | 1961       |                                            |
| Carme Amaya i Amaya                        | Barcelona               | 1913                        | Begur                   | 1963       |                                            |
| Frederic Pujulà i Vallès                   | Palamós                 | 1877                        | Bargemon (Provença)     | 1963       |                                            |
| Agustí Calvet i Pascual (Gaziel)           | Sant Feliu de Guíxols   | 1887                        | Barcelona               | 1964       |                                            |
| Rafael Patxot i Jubert                     | Sant Feliu de Guíxols   | 1872                        | Ginebra                 | 1964       |                                            |
| Artur Mundet i Carbó                       | Sant Antoni de Calonge  | 1879                        | Mèxic                   | 1965       |                                            |
| Antoni Trias i Pujol                       | Badalona                | 1892                        | Santa Cristina d'Aro    | 1970       |                                            |
| Pere Rosselló i Blanch                     | Calonge                 | 1898                        | Ginebra                 | 1970       |                                            |
| Frederic Sirés i Puig                      | Begur                   | 1899                        | Palafrugell             | 1971       |                                            |
| Eduard Valentí i Fiol                      | Pals                    | 1910                        | Barcelona               | 1971       |                                            |
| Àngel Ferran i Coromines                   | Palafrugell             | 1892                        | Tolosa de Llenguadoc    | 1971       |                                            |
| Eusebi Bona i Puig                         | Begur                   | 1890                        | Barcelona               | 1972       |                                            |
| Lluís Moreno i Pallí                       | Sant Antoni de Calonge  | 1907                        | Sant Antoni de Calonge  | 1974       |                                            |
| Lluís Orduna i Echevarría                  | Azkoitia                | 1899                        | Palafrugell             | 1974       |                                            |
| Josep Gravalosa i Geronès                  | Santa Coloma de Farners | 1881                        | Sant Feliu de Guíxols   | 1975       |                                            |
| Enric Calvet i Pascual                     | Sant Feliu de Guíxols   | 1884                        | Barcelona               | 1976       |                                            |
| Francesc Isgleas                           | Sant Feliu de Guíxols   | 1880                        | Barcelona               | 1977       |                                            |
| Josep Moradell i Payet                     | Palamós                 | 1908                        | Caracas                 | 1977       |                                            |
| Pompeu Audivert                            | l'Estartit              | 1900                        | Buenos Aires            | 1977       |                                            |
| Artur Rimbau i Clos                        | Sant Feliu de Guíxols   | 1898                        | Girona                  | 1978       |                                            |
| Josep Maria Boix i Rissech                 | Torroella de Montgrí    | 1908                        | Girona                  | 1980       |                                            |
| Jaume Pagès i Basach                       | Gualta                  | 1900                        | ?                       | 1980       |                                            |
| Josep Pla i Casadevall                     | Palafrugell             | 1897                        | Llofriu                 | 1981       |                                            |
| Conrad Saló i Ramell                       | Granollers              | 1906                        | la Bisbal d'Empordà     | 1981       |                                            |
| Josep Maria Pagès i Vicens                 | Sant Feliu de Guíxols   | 1896                        | Girona                  | 1982       |                                            |
| Llorenç Vives i Buchaca                    | Figueres                | 1891                        | Costa Rica              | 1987       |                                            |
| Jacint Morera i Pujals                     | Terrassa                | 1915                        | Calonge                 | 1989       |                                            |
| Josep Muni i Sala                          | Calonge de Mar          | 1903                        | Ivry-sur-Seine (França) | 1991       |                                            |
| Narcís de Carreras i Guiteras              | la Bisbal d'Empordà     | 1905                        | Barcelona               | 1991       |                                            |
| Lluís Esteva i Cruañas                     | Sant Feliu de Guíxols   | 1906                        | Sant Feliu de Guíxols   | 1994       |                                            |
| Maria Perpinyà i Sais                      | Verges                  | 1901                        | Banyoles                | 1994       |                                            |
| Joaquim Ferrer i Amer                      | Verges                  | 1921                        | Verges                  | 1996       |                                            |
| Jaume Clavell i Nogueras                   | Argentona               | 1914                        | Begur                   | 1997       |                                            |
| Josep Vergés i Matas                       | Palafrugell             | 1910                        | Barcelona               | 2001       |                                            |
| Hans Heinrich Thyssen-Bornemisza de Kaszon | Scheveningen (l'Haia)   | 1921                        | Sant Feliu de Guíxols   | 2002       |                                            |
| Ricard Viladesau i Caner                   | Calonge                 | 1918                        | Barcelona               | 2005       |                                            |
| Alfred Gallard                             | Palafrugell             | 1899                        | -                       | -          |                                            |
| Enric Vilà i Armengol                      | Calonge                 | 1911                        | Torroella de Montgrí    | 2007       |                                            |
| Lluís Lloansí i Marill                     | Sant Feliu de Guíxols   | 1914                        | -                       | -          |                                            |
| Josep Pascual Buxó                         | Sant Feliu de Guíxols   | 1931                        | -                       | -          |                                            |
| Alícia Marcet                              | Sant Feliu de Guíxols   | 1931                        | -                       | -          |                                            |
| Lluís Puig i Ferriol                       | Begur                   | 1932                        | -                       | -          |                                            |
| Josep Maria Marquès i Planagumà            | Cruïlles (vila)         | 1939                        | Girona                  | 2007       |                                            |
| Pere Martínez i Noguera                    | la Bisbal d'Empordà     | 1941                        | -                       | -          |                                            |
| Xavier Sala i Costa                        | Santa Cristina d'Aro    | 1943                        | -                       | -          |                                            |
| Josep Carreras i Barnés                    | Palamós                 | 1943                        | -                       | -          |                                            |
| Joan Pons i Joanmiquel                     | Verges                  | 1944                        | -                       | -          |                                            |
| Lluís Llach i Grande                       | Verges                  | 1948                        | -                       | -          |                                            |
| Jordi Martinell i Callicó                  | Sant Feliu de Guíxols   | 1948                        | -                       | -          |                                            |
| Francesc Prat i Figueres                   | la Bisbal d'Empordà     | 1950                        | -                       | -          |                                            |
| Antoni Puigvert i Romaguera                | la Bisbal d'Empordà     | 1954                        | -                       | -          |                                            |
| Agustí Alcoberro i Pericay                 | Pals                    | 1958                        | -                       | -          |                                            |
| Joan Maria Puigvert i Romaguera            | la Bisbal d'Empordà     | 1959                        | -                       | -          |                                            |
| Pere Caner i Estrany                       | Calonge                 | 1922                        | Calonge                 | 1982       |                                            |